# Checoslováquia nos Jogos Olímpicos de Inverno de 1936
Checoslováquia participou dos Jogos Olímpicos de Inverno de 1936, realizados em Garmisch-Partenkirchen, na Alemanha. 
Foi a quarta aparição do país nos Jogos Olímpicos de Inverno, onde foi representado por 44 atletas, sendo 39 deles homens e apenas cinco mulheres, que competiram em oito esportes.

## Competidores
Esta foi a participação por modalidade nesta edição:
| Esporte                 | Masculino | Feminino | Total |
| ----------------------- | --------- | -------- | ----- |
| Bobsleigh               | 8         | 0        | 8     |
| Combinado nórdico       | 4         | 0        | 4     |
| Esqui alpino            | 4         | 3        | 7     |
| Esqui cross-country     | 6         | 0        | 6     |
| Hóquei no gelo          | 13        | 0        | 13    |
| Patinação artística     | 1         | 2        | 3     |
| Patinação de velocidade | 2         | 0        | 2     |
| Salto de esqui          | 4         | 0        | 4     |
| Total                   | 39        | 5        | 44    |

## Desempenho

### Bobsleigh
Masculino
| Atltas                                                           | Trenó | Evento  | Descida 1 | Descida 1 | Descida 2 | Descida 2 | Descida 3 | Descida 3 | Descida 4 | Descida 4 | Total   | Total | Ref.  |
| Atltas                                                           | Trenó | Evento  | Tempo     | Pos.      | Tempo     | Pos.      | Tempo     | Pos.      | Tempo     | Pos.      | Tempo   | Pos.  | Ref.  |
| ---------------------------------------------------------------- | ----- | ------- | --------- | --------- | --------- | --------- | --------- | --------- | --------- | --------- | ------- | ----- | ----- |
| Josef Lanzendörfer Karel Růžička                                 | TCH-1 | Duplas  | 1:31.40   | 14º       | 1:28.90   | 19º       | 1:36.57   | 23º       | 1:32.83   | 21º       | 6:09.70 | 20º   | [ 6 ] |
| Gustav Leubner Wilhelm Blechschmidt                              | TCH-2 | Duplas  | 1:32.53   | 18º       | 1:29.23   | 20º       | 1:31.59   | 15º       | 1:26.12   | 13º       | 5:59.47 | 17º   | [ 6 ] |
| Josef Lanzendörfer Ewald Menzl Robert Zintel Karel Růžička       | TCH-1 | Equipes | DNF       | DNF       | DNF       | DNF       | DNF       | DNF       | DNF       | DNF       | DNF     | DNF   | [ 7 ] |
| Gustav Leubner Bedřich Poselt Wilhelm Blechschmidt Walter Heinzl | TCH-2 | Equipes | 1:26.68   | 11º       | 1:25.60   | 11º       | 1:28.13   | 13º       | 1:25.11   | 12º       | 5:45.52 | 12º   | [ 7 ] |

### Combinado nórdico
Masculino
| Atleta            | Evento     | Cross-country | Cross-country | Cross-country | Salto de esqui | Salto de esqui | Total  | Total | Ref.  |
| Atleta            | Evento     | Tempo         | Pontos        | Pos.          | Pontos         | Pos.           | Pontos | Pos.  | Ref.  |
| ----------------- | ---------- | ------------- | ------------- | ------------- | -------------- | -------------- | ------ | ----- | ----- |
| Gustl Berauer     | Individual | 1:23:04       | 197.2         | 8º            | 181.9          | 29º            | 379.1  | 14º   | [ 8 ] |
| Johann Lahr       | Individual | 1:25:11       | 185.8         | 16º           | 201.6          | 8º             | 387.4  | 9º    | [ 8 ] |
| František Šimůnek | Individual | 1:19:09       | 219.0         | 4º            | 175.3          | 33º            | 394.3  | 5º    | [ 8 ] |
| Rudolf Vrána      | Individual | 1:30:26       | 158.8         | 34º           | 200.6          | 9º             | 359.4  | 26º   | [ 8 ] |

### Esqui alpino
Masculino
| Atleta          | Evento    | Downhill | Downhill | Slalom  | Slalom  | Slalom | Total  | Total | Ref.  |
| Atleta          | Evento    | Tempo    | Pos.     | Tempo 1 | Tempo 2 | Pos.   | Pontos | Pos.  | Ref.  |
| --------------- | --------- | -------- | -------- | ------- | ------- | ------ | ------ | ----- | ----- |
| Walter Hollmann | Combinado | 5:45.6   | 19º      | 1:28.1  | 1:37.8  | 16º    | 81,01  | 16º   | [ 9 ] |
| Eduard Hromádka | Combinado | 5:39.4   | 16º      | 2:45.9  | DNF     | –      | DNF    | DNF   | [ 9 ] |
| Johann Knahl    | Combinado | 5:52.4   | 21º      | 1:33.7  | 1:41.1  | 21º    | 78,41  | 21º   | [ 9 ] |
| Walter Pick     | Combinado | 5:49.6   | 23º      | 1:53.3  | 1:41.1  | 29º    | 75,30  | 26º   | [ 9 ] |

Feminino
| Atleta              | Evento    | Downhill | Downhill | Slalom  | Slalom  | Slalom | Total  | Total | Ref.   |
| Atleta              | Evento    | Tempo    | Pos.     | Tempo 1 | Tempo 2 | Pos.   | Pontos | Pos.  | Ref.   |
| ------------------- | --------- | -------- | -------- | ------- | ------- | ------ | ------ | ----- | ------ |
| Růžena Beinhauerová | Combinado | 6:54.6   | 22º      | 2:03.3  | 1:55.5  | 23º    | 66,47  | 22º   | [ 10 ] |
| Trude Möhwaldová    | Combinado | 8:46.8   | 34º      | 2:55.5  | DNF     | –      | DNF    | DNF   | [ 10 ] |
| Hilde Walterová     | Combinado | 6:17.8   | 17º      | 2:45.1  | DNF     | –      | DNF    | DNF   | [ 10 ] |

### Esqui cross-country
Masculino
| Atleta                                                    | Evento              | Tempo   | Pos. | Ref.   |
| --------------------------------------------------------- | ------------------- | ------- | ---- | ------ |
| František Šimůnek                                         | 18 km               | 1:19:09 | 11º  | [ 11 ] |
| Gustl Berauer                                             | 18 km               | 1:23:04 | 21º  | [ 11 ] |
| Lukáš Mihalák                                             | 18 km               | 1:19:01 | 10º  | [ 11 ] |
| Lukáš Mihalák                                             | 50 km               | DNF     | DNF  | [ 12 ] |
| Cyril Musil                                               | 18 km               | 1:20:14 | 14º  | [ 11 ] |
| Cyril Musil                                               | 50 km               | 3:46:12 | 9º   | [ 12 ] |
| Jan Svatoš                                                | 50 km               | 3:54:33 | 15º  | [ 12 ] |
| Vladimír Novák                                            | 50 km               | 3:59:08 | 19º  | [ 12 ] |
| Cyril Musil Gustl Berauer Lukáš Mihalák František Šimůnek | Revezamento 4x10 km | 2:51:56 | 5º   | [ 13 ] |

### Hóquei no gelo
Masculino
| Equipe                                                                                              | Equipe                                                                               | Primeira fase                                        | Primeira fase | Segunda fase                                                | Segunda fase | Fase final                              | Fase final | Ref.   |
| Equipe                                                                                              | Equipe                                                                               | Adversário e resultado                               | Pos.          | Adversário e resultado                                      | Pos.         | Adversário e resultado                  | Pos.       | Ref.   |
| --------------------------------------------------------------------------------------------------- | ------------------------------------------------------------------------------------ | ---------------------------------------------------- | ------------- | ----------------------------------------------------------- | ------------ | --------------------------------------- | ---------- | ------ |
| Josef Boháč Alois Cetkovský Karel Hromádka Drahomír Jirotka Zdeněk Jirotka Jan Košek Oldřich Kučera | Josef Maleček Jan Peka Jaroslav Pušbauer Jiří Tožička Ladislav Troják Walter Ullrich | BEL Bélgica V 5–0 HUN Hungria V 3–0 FRA França V 2–0 | 1º (Gr. C) Q  | USA Estados Unidos D 0–2 SWE Suécia V 4–1 AUT Áustria V 2–1 | 2º (Gr. B) Q | GBR Grã-Bretanha D 0–5 CAN Canadá D 0–7 | 4º         | [ 14 ] |

### Patinação artística
Masculino
| Atleta           | Evento     | FC | PL | Pontos | Pos. | Ref.   |
| ---------------- | ---------- | -- | -- | ------ | ---- | ------ |
| Jaroslav Sadílek | Individual | 22 | 24 | 2135.1 | 24º  | [ 15 ] |

Feminino
| Atleta            | Evento     | FC | PL | Pontos | Pos. | Ref.   |
| ----------------- | ---------- | -- | -- | ------ | ---- | ------ |
| Věra Hrubá        | Individual | 20 | 13 | 2473.0 | 17º  | [ 16 ] |
| Fritzi Metznerová | Individual | 21 | 20 | 2374.5 | 20º  | [ 16 ] |

### Patinação de velocidade
Masculino
| Atleta            | Evento | Tempo   | Pos. | Ref.   |
| ----------------- | ------ | ------- | ---- | ------ |
| Oldřich Hanč      | 500 m  | 49.8    | 32º  | [ 17 ] |
| Oldřich Hanč      | 1500 m | 2:57.8  | 35º  | [ 18 ] |
| Oldřich Hanč      | 5000 m | 10:03.0 | 34º  | [ 19 ] |
| Jaromír Turnovský | 500 m  | 47.8    | 30º  | [ 17 ] |
| Jaromír Turnovský | 1500 m | 2:30.5  | 31º  | [ 18 ] |
| Jaromír Turnovský | 5000 m | 9:25.8  | 32º  | [ 19 ] |

### Salto de esqui
Masculino
| Atleta          | Evento      | Salto 1   | Salto 1 | Salto 1 | Salto 2   | Salto 2 | Salto 2 | Total  | Total | Ref.   |
| Atleta          | Evento      | Distância | Pontos  | Pos.    | Distância | Pontos  | Pos.    | Pontos | Pos.  | Ref.   |
| --------------- | ----------- | --------- | ------- | ------- | --------- | ------- | ------- | ------ | ----- | ------ |
| Jaroslav Lukeš  | Pista longa | 55.2      | 99.2    | 27º     | 99.9      | 56.4    | 26º     | 199.1  | 27º   | [ 20 ] |
| Josef Kahl      | Pista longa | 98.4      | 51.9    | 29º     | 97.7      | 52.2    | 32º     | 196.1  | 29º   | [ 20 ] |
| Hans Lahr       | Pista longa | 94.7      | 52.2    | 37º     | 99.1      | 53.1    | 28º     | 193.8  | 32º   | [ 20 ] |
| Oldřich Buďárek | Pista longa | 85.3      | 48.3    | 44º     | 88.9      | 50.4    | 38º     | 174.2  | 40º   | [ 20 ] |

Legenda
| Recorde mundial      | Recorde mundial (World record)               |                       | Recorde africano                      | Recorde africano (African) |                                           | Q | Classificado por posição (Qualified) |
| Recorde olímpico     | Recorde olímpico (Olympic record)            | Recorde da América    | Recorde da América (Americas)         | q                          | Classificado por melhor tempo (Qualified) |   |                                      |
| Melhor marca do ano  | Melhor marca do ano (World leading)          | Recorde asiático      | Recorde asiático (Asian)              | DNS                        | Não largou (Did not start)                |   |                                      |
| Recorde nacional     | Recorde nacional (National record)           | Recorde europeu       | Recorde europeu (European)            | DNF                        | Não terminou (Did not finish)             |   |                                      |
| Recorde pessoal      | Recorde pessoal do atleta (Personal best)    | Recorde da Oceania    | Recorde da Oceania (Oceania)          | DSQ / DQ                   | Desclassificado (Disqualified)            |   |                                      |
| Recorde da temporada | Recorde da temporada do atleta (Season best) | Recorde sul-americano | Recorde sul-americano (South America) | NM                         | Sem marca (No mark)                       |   |                                      |